# 傅霖
傅霖（？年—？年），字澍蒼，別號蘭瑞。湖南省武岡縣西北鄉智勝區巖山傅家寨背後人。民國政治人物，曾任立法院第一屆立法委員。
其妻段式荃為段祺瑞第六女

## 經歷
- 留美學生、采礦專家[6]
- 民國十四年（1925年），善後會議財政門委員[2]
- 中國民主社會黨黨員[4]
- 民國卅七年（1948年），當選湖南省第五選區立法委員[7]。
- 以“上海人民和平代表團”章士釗秘書名義，前往北平與中共當局交換意見[8]。